# Raionul Cervonohrad, Liov
Cervonohrad (în ucraineană Червоноградський район, transliterat: Cervonohradskîi raion) este un raion în regiunea Liov, Ucraina. Are reședința la Cervonohrad.
Are o suprafață de 2.971,6 km². Populația este de 233.000 locuitori, determinată în 2020.